# Fortunale (torpilleur)
Le Fortunale (fanion « FT ») était un torpilleur italien de la classe Ciclone lancé en 1942 pour la Marine royale italienne (en italien : Regia Marina). 

## Construction et mise en service
Le Fortunale est construit par le chantier naval Cantieri Riuniti dell'Adriatico (CRDA) de Trieste en Italie, et mis sur cale le 9 mai 1941. Il est lancé le 18 avril 1942 et est achevé et mis en service le 16 août 1942. Il est commissionné le même jour dans la Regia Marina.

## Histoire du service
Unité moderne de la classe Ciclone, conçue spécifiquement pour l'escorte des convois le long des routes périlleuses vers l'Afrique du Nord, le torpilleur Fortunale est entré en service en août 1942. Devenu opérationnel à l'automne de la même année, le navire est fortement employé dans des missions d'escorte entre l'Italie, la Grèce, la Libye et la Tunisie.
Le 12 décembre 1942, le Fortunale coule avec ses propres grenades sous-marines, à la position géographique de 40° 29′ N, 14° 20′ E (sud-est de Capri) le sous-marin britannique HMS P222, qui avait attaqué le convoi que le torpilleur escortait dans le golfe de Naples. Il n'y a aucun survivant parmi les 47 membres de l'équipage du sous-marin (pour cette raison il n'est pas possible d'avoir la certitude absolue du naufrage),,.

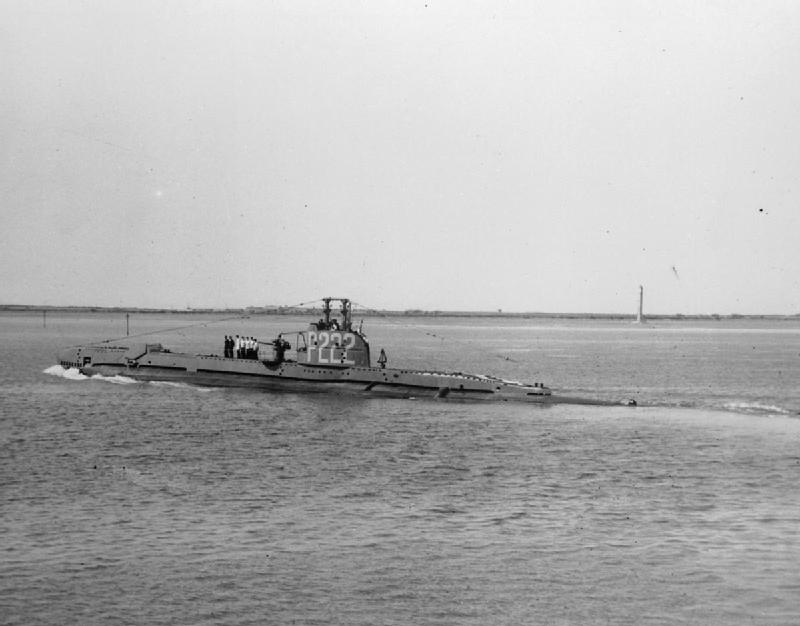
Le sous-marin britannique P222, coulé par le Fortunale

Le 17 février 1943, le torpilleur escorte le cargo à vapeur XXI Aprile de Palerme à Tunis lorsque le transport, à 18h53, à trois miles au nord de Capo San Vito Siculo, est torpillé par le sous-marin britannique HMS Splendid (P228) et explose. Le Fortunale repère le sous-marin britannique lui permettant de contre-attaquer, mais sans pouvoir couler l'unité sous-marine ennemie.
Le 24 février 1943, le Fortunale appareille de Bizerte pour escorter vers Naples, avec les navires-jumeaux (sister ships) Animoso et Monsone, les vapeurs Alcamo, Chieti et Stella qui rentrent en Italie. Cependant, dans la nuit du 24 au 25, le convoi est attaqué par les airs et le Alcamo, immobilisé par une première torpille à 1h30 et touché par une seconde et des bombes à 3h15, coule à la position géographique de 39° 14′ N, 12° 30′ E. Au cours de l'attaque, un bombardier-torpilleur Bristol Beaufort de la 39e escadrille s'écrase en mer et trois membres de son équipage sont secourus par le Monsone, qui les transporte ensuite à Naples.
Après la proclamation de l'armistice du 8 septembre 1943 (Armistice de Cassibile), le Fortunale, le 9 septembre 1943, se rend à Portoferraio, où ont convergé de nombreux torpilleurs, corvettes et unités mineures et auxiliaires des ports de la mer Tyrrhénienne. Le matin du 11 septembre, le navire quitte Portoferraio avec six autres torpilleurs (dont ses navires-jumeaux Aliseo, Indomito, Animoso et Ardimentoso) et se dirige vers Palerme, un port contrôlé par les Alliés, où le groupe arrive à dix heures le matin du 12 septembre,. Les navires restent dans la rade du 12 au 18 septembre, date à laquelle ils entrent au port et reçoivent de l'eau et des provisions des Américains. Le 20 septembre 1943, le navire quitte le port sicilien avec plusieurs autres unités et se rend à Malte, où il livre une partie des provisions reçues aux autres navires italiens déjà arrivés dans l'île. Le 5 octobre, le Fortunale, ses navires-jumeaux et trois autres torpilleurs quittent Malte et retournent en Italie.
Le navire est largement utilisé dans des missions d'escorte également pendant la cobelligérance (1943-1945).
Après la fin de la guerre, le traité de paix attribue le Fortunale, ainsi que quelques autres unités de sa classe, à l'Union soviétique : marqué Z 17, le torpilleur est livré aux Soviétiques à Odessa le 1er mars 1949.
Sous le nouveau pavillon, le navire est nommé Letnyj (Лётный en cyrillique). Employé principalement à des fins de formation, il est placé sous la 78e brigade d'entraînement. Par la suite, privé d'armement (30 décembre 1954) et reclassé comme navire cible, il est rebaptisé CL 59.
Le 29 décembre 1959, le CL 59 est touché par un missile lors d'un exercice et coule dans la mer Noire.

### Commandement
Commandants
- Lieutenant de vaisseau (Tenente di vascello) Umberto Manacorda (né à Rome le 26 octobre 1913) (12 décembre 1942 - janvier 1943)
- Capitaine de corvette (Capitano di corvetta) Domenico D'Elia (né à Pise le 19 juin 1909) (1er avril - septembre 1943)